# Eric Nam
Eric Nam (Atlanta, 17 novembre 1988) è un cantautore e personaggio televisivo statunitense di origini sudcoreane, nominato uomo dell'anno da GQ Korea nel 2016, inserito nella classifica Forbes Under 30 Under Asia nel 2017, e premiato come artista di tendenza su YouTube Music nel 2019. Nella sua carriera ha pubblicato 3 album in studio.

## Discografia parziale

### Album in studio
- 2019 – Before We Begin
- 2022 – There and Back Again
- 2023 – House on a Hill

## Tournée
- Honestly Tour (2018–2019)
- Before We Begin World Tour (2020)
- There And Back Again World Tour (2022)
- House on a Hill World Tour (2023–)

## Riconoscimenti
- Mnet Asian Music Awards
  - 2016 - Candidatura Best Collaboration
- Mnet Asian Music Awards
  - 2016 - Candidatura Best Vocal Performance – Male Solo
- MBC Entertainment Awards
  - 2016 - Best Couple (con Solar)
- KBS Entertainment Awards
  - 2018 - Best Newcomer Award - Variety